# Ліцей «Інтелект»
Ліцей «Інтелект» — освітній заклад у Дарницькому районі міста Києва, прос. Бажана, 34-А, який є структурним підрозділом Національного Технічного Університету України «Київський Політехнічний Інститут імені Ігоря Сікорського». Викладання здійснюється українською мовою із поглибленим вивченням англійської мови.

## Історія становлення ліцею
- 1989 — створення на базі Київського політехнічного інституту та сзш № 75 Печерського району м. Києва експериментальних класів інженерно-фізичного профілю.
- 1991 — переведення експериментальних класів до Старокиївського району. Створення на базі Київського політехнічного інституту та сзш № 21 Старокиївського району м. Києва експериментальних класів інженерно-фізичного профілю з поглибленим вивченням англійської мови.
- 1993—1996 — проведення педагогічного експерименту «9-й клас школи — 6-й курс інституту». Згідно з наказом № 209 від 18 серпня 1993 року. Інституту змісту і методів навчання Міносвіти України на базі Київського політехнічного інституту та експериментальних класів
- 1995 — перетворення експериментальних класів в авторську школу «Інтелект» згідно з наказом РВО Старокиївського району м. Києва. Ліцей представляв Україну на Міжнародному семінарі «Двомовна освіта в Європі» (29 країн). На семінарі дійшли висновку, що за умов збільшення Євросоюзу перед середньою школою Єврозони постала проблема викладання предметів гуманітарного і фізико-математичного циклів не тільки національною мовою, але й мовою міжнародного спілкування — англійською.
- 1996 — перетворення авторської школи «Інтелект» в ліцей «Інтелект», з поглибленим вивченням природничих наук та предметів англомовного та історичного циклів згідно з наказом Головного управління освіти м. Києва.
- 1998 — на базі НАН України, Української правничої фундації і ліцею «Інтелект» проходила міжнародна конференція «Міжнародний бакалаврат і міжнародні коледжі» (31 країна). На конференції було укладено угоди між ліцеєм і міжнародними коледжами про співпрацю. Згідно з наказом Головного управління освіти м. Києва та рішеннями Держадміністрацій Старокиївського і Харківського районів ліцей «Інтелект» було переведено із Старокиївського району в Харківський (з 2001 року — Дарницький) район м. Києва.
- 2006 — ліцей «Інтелект» брав участь в Міжнародному Форумі «Освіта-2006», який відбувся у Німеччині, та в Міжнародному семінарі освітян, який відбувся у Москві.
- 2013—2018 — на базі ліцею “Інтелект” та Національного технічного університету України ‘’Київський політехнічний інститут ім. І.Сікорського” проводиться Всеукраїнський експеримент “Cтворення моделі інноваційного навчально-виховного об’єднання “Середня школа-вища технічна школа”- як шлях до європейських стандартів”.(Наказ МОН України №1214 від 19.08.2013) [2]

## Рейтинг
Ліцей «Інтелект» — навчальний заклад України №1 за ЗНО вже 5 рік поспіль.

## Галерея

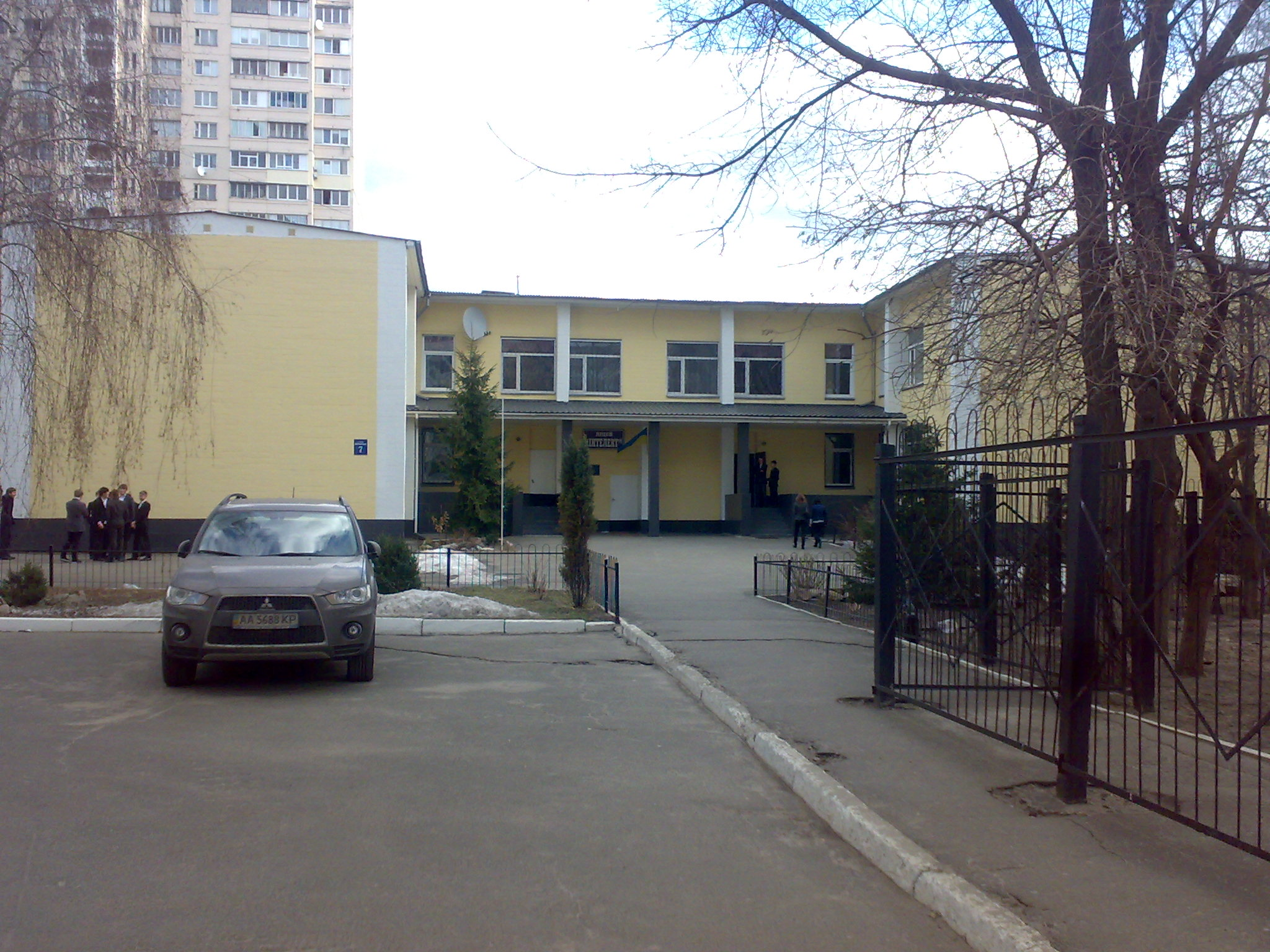
Центральний вхід у будіві на вул. Вірменська
Футбольний майданчик